# 韓孝淵
韓 孝淵（ハン・ヒョヨン、朝鮮語: 한효연）は、朝鮮民主主義人民共和国の政治家。金属工業相、黄海製鉄連合企業所党責任書記などを歴任した。

## 経歴
出生地や生年月日は不明。1993年3月に政務院金属工業部副部長に任命され、1997年9月に黄海製鉄連合企業所党責任書記に転じた。2012年10月には金策製鉄連合企業所の関連施設の竣工式に参加し、金属工業相に任命されていたことが判明した。2014年1月には、同時期に行われた張成沢の粛清に関連して金属工業相を解任された。

## 参考サイト
북한정보포털
| 公職        | 公職                       | 公職        |
| ----------- | -------------------------- | ----------- |
| 先代 金泰峰 | 金属工業相 2012年 - 2014年 | 次代 金勇光 |